# فاليثود
فاليثود (بالإنجليزية: Vallithode)‏ هي منطقة سكنية تقع في الهند في منطقة كانور.